# Einheitlicher Ansprechpartner Brandenburg
Der Einheitliche Ansprechpartner für das Land Brandenburg (EAPBbg) basiert auf der EU-Dienstleistungsrichtlinie. Er ist beim Ministerium für Wirtschaft, Arbeit und Energie des Landes Brandenburg angesiedelt und steht europaweit als Unternehmensservice zur Verfügung. Durch den Einheitlichen Ansprechpartner für das Land Brandenburg wird es in- und ausländischen Dienstleistern aus dem europäischen Wirtschaftsraum erleichtert, sich in Brandenburg niederzulassen.
Als „Dienstleister für die Dienstleister“ bietet der EAPBbg umfassende Informationen zu den Formalitäten und Anforderungen an die Aufnahme und Ausübung von Dienstleistungstätigkeiten und darüber hinaus die Möglichkeit, Verwaltungsverfahren vollständig elektronisch über das Online-Portal eap.brandenburg.de abzuwickeln. Seit dem 18. Januar 2016 gilt dies auch für Anträge auf Anerkennung von Berufsqualifikationen für in Deutschland reglementierte Berufe, wenn diese Qualifikationen in anderen EU-/EWR-Mitgliedsstaaten erworben wurden.
Mit Hilfe eines Fragenkataloges können Anträge online ausgefüllt und an das EAP-Team übermittelt werden. Darüber hinaus besteht die Möglichkeit, elektronisch signierte Dokumente zu erstellen. Unabhängig von Entfernungen und Öffnungszeiten können derzeit Verfahren für über 800 verschiedene Dienstleistungstätigkeiten online abgewickelt werden. Zudem finden sich auf dem Portal auch zahlreiche weitere Informationen für Dienstleistungserbringer und -empfänger, wie eine persönliche Checkliste, die Kontaktdaten der zuständigen Behörden oder Informationen zum Verbraucherschutz.